# Thyreomelecta kirghisia
Thyreomelecta kirghisia är en biart som beskrevs av Molly G. Rightmyer och Engel 2003. Thyreomelecta kirghisia ingår i släktet Thyreomelecta och familjen långtungebin. Inga underarter finns listade i Catalogue of Life.